# Nowozawidowskij
Nowozawidowskij – osiedle typu miejskiego w Rosji, w obwodzie twerskim. W 2010 roku liczyło 7479 mieszkańców.